# Budynek bramy zachodniej opactwa w Krzeszowie
Budynek bramy zachodniej opactwa w Krzeszowie – główna brama wjazdowa do zespołu klasztornego, o charakterze warownym, wzniesiona w XVI wieku, przebudowana w XVIII wieku. Obiekt wpisany jest do rejestru zabytków jako integralna część Pomnika Historii.

## Historia
Brama zachodnia, pierwotnie wzniesiona w okresie średniowiecza, została przebudowana w XVIII wieku, podczas barokowej rozbudowy zespołu klasztornego opactwa w Krzeszowie. Została ona wzniesiona jako część monumentalnego założenia, mającego na celu podkreślenie znaczenia zakonu cysterskiego oraz jego pozycji religijnej i gospodarczej. W średniowiecznej formie brama pełniła funkcje obronne i komunikacyjne, natomiast po przebudowie, w XVIII wieku, stała się elementem reprezentacyjnym, prowadzącym na dziedziniec kościelny i klasztorny. Nad przejazdem bramy znajdowała się kaplica Świętej Rodziny, która była integralną częścią obiektu.
Po sekularyzacji dóbr klasztornych w 1810 roku obiekt przeszedł na własność państwa pruskiego. Obecnie należy do diecezji legnickiej.

## Znaczenie i ochrona konserwatorska
Budynek bramy stanowi cenny przykład barokowej architektury sakralnej. Obiekt wpisano do rejestru zabytków decyzją z 12 stycznia 2004 roku jako część zespołu opactwa cysterskiego w Krzeszowie (nr rej. 204/A/04/1-13).
W 2004 roku zespół klasztorny w Krzeszowie, w tym budynek bramy zachodniej, został uznany za Pomnik historii — jedną z najważniejszych form ochrony dziedzictwa kulturowego w Polsce.

## Opis architektoniczny
Budynek bramy został wzniesiony w konstrukcji murowanej — dolna kondygnacja powstała z kamienia, natomiast górna z pełnej cegły ceramicznej; obie partie osadzono na zaprawie wapiennej. Elewacje pokryto tynkiem cementowo-wapiennym, nakrapianym i zatartym na gładko w płycinach oraz w obrębie przejazdu. Węgary i detale architektoniczne wykonano z piaskowca. 
Przejazd, zlokalizowany w dolnej kondygnacji budynku bramy, został sklepiony kolebkowo i otwiera się z obu stron arkadami zamkniętymi pełnym łukiem. Dolną kondygnację przykryto dachem z dachówki ceramicznej typu karpiówka, natomiast górną — dachem pokrytym blachą cynkową. Więźba dachowa została wykonana z drewna, jednak pozostaje niedostępna do wglądu.

## Rzut i bryła
Budynek bramy posadowiono na rzucie czworoboku; jest jednoprzelotowy i dwuosiowy. Ma dwie kondygnacje i nakryty jest daszkiem namiotowym. Dolna kondygnacja ma formę prostopadłościanu, natomiast górna — kształt ośmiobocznego bębna.

## Elewacje
Elewacje dolnej części budynku bramy zdobią dwie edikulowe nisze, zamknięte profilowanym gzymsem. Górna kondygnacja artykułowana jest ślepymi arkadami zamkniętymi pełnym łukiem, które wypełniają niemal całą powierzchnię boków bębna. Między arkadami znajdują się wąskie, profilowane odcinki gzymsu, a całość wieńczy profilowany gzyms koronujący. W szczycie daszku umieszczono ażurowy krzyż dwuramienny. 
Wjazd od strony zachodniej poprzedzają dwie ukośnie ustawione sekcje muru, z każdej strony wyposażone w dwie ślepe arkady zamknięte pełnym łukiem.